# Karl Franz Josef Malý
Karl Franz Josef Malý (1874 - 1951) fue un botánico y pteridólogo bosnio.

## Algunas publicaciones
- Flora von Steiermark : systematische Übersicht der in Steiermark wildwachsenden und allgemein gebauten blühenden Gewächse und Farne : mit Angabe der Standorte, der Blütezeit und Dauer (Flora de Styria: sistemática de especies silvestres en Styria, y pteridófitas: con información de localidades, Blütezeit y Dauer.) Ed. Viena : Wilhelm Braumüller

- La abreviatura «K.Malý» se emplea para indicar a Karl Franz Josef Malý como autoridad en la descripción y clasificación científica de los vegetales.[1]